# Ecocup
Ecocup est une entreprise qui fabrique, personnalise, vend, loue, nettoie et recycle des gobelets réutilisables pour les festivals, les manifestations sportives et les concerts mais aussi pour les particuliers. Ecocup a été fondé en 2006 par Emmanuel Torrent, Brice Buscato et Flavien Casellas dans l'objectif de supprimer l'utilisation des verres en matière plastique jetables des manifestations.

## Historique
En 2006, Emmanuel Torrent, Brice Buscato et Flavien Casellas créent l'association (loi de 1901) Ecocup développement durable dans l'objectif de supprimer l'utilisation des verres en matière plastique jetables des manifestations (férias, fêtes populaires, festivals ou stade) qui sont à l'origine de la pollution et de la dégradation des lieux. Des verres écologiques en plastique sont fabriqués à Barcelone depuis 1989. Les fondateurs organisent un système de gobelet consigné personnalisable en polypropylène et polycarbonate. 
En 2008, Ecocup devient une SARL.
Fin 2009, l'entreprise présente un projet d'insertion par l'activité économique et obtient l'agrément de la Direction Départementale du Travail et du Conseil Général.  
En 2011, l'entreprise exporte son concept en Suisse, en Belgique et en Espagne. En 2014, la société lave 25 millions de gobelets par an. Elle emploie jusqu'à 45 personnes, dont 8 en insertion.
En 2018, elle a fourni au cours de l'été de nombreux événements musicaux comme les concerts des Rolling Stones, de Guns N' Roses ou encore des rassemblements populaires comme les fêtes de Bayonne.
En 2019, Ecocup s'appuie sur le groupe nordiste Proplast (leader européen de l'injection plastique) qui rachète 100% des actions pour accélérer son développement international. La même année, Ecocup annonce avoir fabriqué et nettoyé plus de 60 millions de gobelets.
Début 2020, Ecocup lance une nouvelle boutique en ligne et permet pour la première fois à ses clients de personnaliser eux-mêmes leurs ecocups, directement en ligne.
La société appartient aujourd'hui la propriété d’Impact Group, dans sa branche Re-Uz (relative aux gobelets et aux contenants alimentaires réutilisables).
|  |
|  |

|  |
|  |

|  |
|  |

## Chiffre d'affaires
| 2009 | 2010 | 2011 | 2012 | 2013 | 2014 | 2015 | 2016  | 2017  | 2018  |
| ---- | ---- | ---- | ---- | ---- | ---- | ---- | ----- | ----- | ----- |
| 1799 | 3533 | 4439 | 5207 | 6654 | 7317 | 9550 | 12343 | 12291 | 19000 |

## Effectifs
| 2010 | 2011 | 2012 | 2013 | 2014 | 2015 | 2016 | 2017 |
| ---- | ---- | ---- | ---- | ---- | ---- | ---- | ---- |
| 22   | 24   | 19   | 24   | 33   | 35   | 20   | 44   |